# Vologases I của Parthia

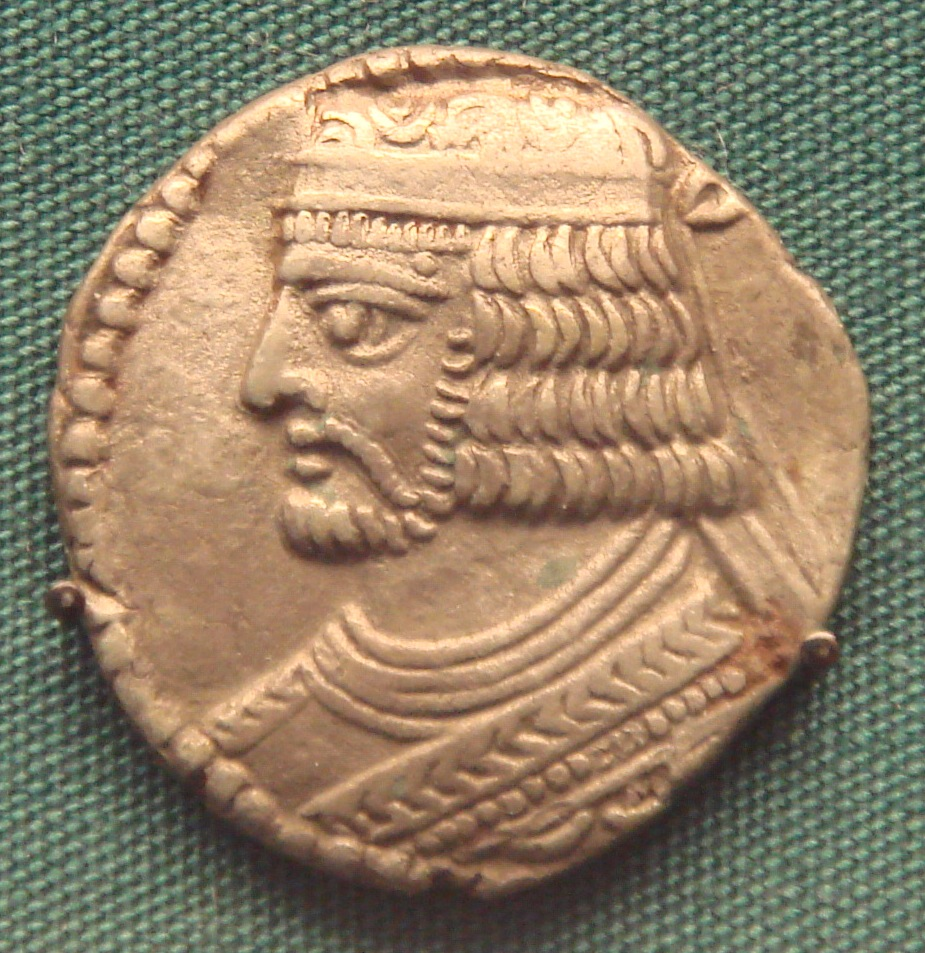
Vologases I.

Vologases I của Parthia (tiếng Ba Tư: Balash hoặc Valakhsh) vua của đế chế Parthia từ khoảng năm 51-78. Con trai của Vonones II với một nàng hầu người Hy Lạp. Ông đã kế vị cha mình vào khoảng năm 51 CN. Ông cũng đã ban vương quốc của Media Atropatene cho em trai Pacorus II của ông, và chiếm Armenia cho người em khác là Tiridates. Điều này dẫn đến một cuộc chiến lâu dài với Đế quốc La Mã (54-63), mà đã được tiến hành bởi tướng quân La Mã là Corbulo.
Quyền lực của Vologases đã bị suy yếu bởi một cuộc tấn công của các bộ lạc du mục Dahae và Sacae, một cuộc nổi dậy của người Hyrcania, và sự soán ngôi của con trai ông Vardanes II. Theo Josephus, ông được ngăn ngừa tấn công vua chư hầu của Adiabene bởi một cuộc xâm lược của dân du mục phía đông. Cuối cùng, một hiệp ước hòa bình được ký kết, theo đó Tiridates đã được công nhận là vua của Armenia, nhưng đã trở thành một chư hầu của La Mã; ông đến Rome, nơi mà hoàng đế La Mã Nero ban cho ông vương miện; từ thời gian đó một triều đại Arsaces cai trị Armenia dưới sự ảnh hưởng của La Mã.
Vologases đã hài lòng với kết quả này. Ông cũng có quan hệ tốt với Vespasianus và giúp cho ông ta một đội quân 40.000 cung thủ trong cuộc chiến chống lại Vitellius. Ngay sau đó, người Alan, một bộ tộc du mục lớn ở bên kia dãy Kavkaz, xâm lược Media và Armenia; Vologases đã vô vọng khi trông chờ vào sự giúp đỡ của Vespasianus. Có lẽ người Ba Tư đã mất khu vực miền đông mà không khôi phục được. Hyrcania vẫn là một vương quốc độc lập. Vologases mất năm 78 và được kế vị bởi con trai, Vologases II.